# Podeleboea
Podeleboea is een geslacht van insecten uit de orde vliesvleugeligen (Hymenoptera) en de familie Ichneumonidae.

## Soorten
- P. altissima Ugalde & Gauld, 2002
- P. bifenestralis Ugalde & Gauld, 2002
- P. bricenoi Ugalde & Gauld, 2002
- P. cacaoi Ugalde & Gauld, 2002
- P. limoni Ugalde & Gauld, 2002
- P. morena Ugalde & Gauld, 2002
- P. perplexa Ugalde & Gauld, 2002
- P. pitillai Ugalde & Gauld, 2002
- P. punctiblanca Ugalde & Gauld, 2002
- P. vitoi Ugalde & Gauld, 2002